# Verwaltete Welt
Der Begriff verwaltete Welt wird auf Theodor W. Adorno zurückgeführt. Er benutzte ihn unter anderem im Untertitel Musik in der verwalteten Welt seines Werks Dissonanzen (Erstausgabe 1956). Adorno gebrauchte den Begriff als eine synonyme Bezeichnung für die spätkapitalistische, genauer: nachliberale und nachfaschistische Gesellschaft, in der die „Allherrschaft des Tauschprinzips“ von der „Allherrschaft des Organisationsprinzips“ überlagert werde. Karl Korn hat ihn dann wenige Jahre später für den Buchtitel seiner kritischen Sprachanalysen – Sprache in der verwalteten Welt (Erstausgabe 1959) – aufgegriffen.

## Genese
Die früheste Erwähnung des Terminus erfolgte in einem Rundfunkgespräch (Die verwaltete Welt oder: Die Krisis des Individuums) von 1950 zwischen Theodor W. Adorno, Max Horkheimer und Eugen Kogon. Gleich im ersten Wortbeitrag spricht Adorno „vom Übergang der ganzen Welt, des ganzen Lebens, [in] ein System der Verwaltung, [in] eine bestimmte Art der Steuerung von oben“. In einem Einleitungsvortrag zum Darmstädter Gespräch 1953 kommt er auf jenes Rundfunkgespräch mit den Worten zurück: „vor einiger Zeit noch haben wir in einem Rundfunkgespräch mit Eugen Kogon den Ausdruck ‚verwaltete Welt‘ geprägt“.

## Racket-Theorie als Vorläufer
Der Begriff Racket entstammt einem theoretischen Kontext, dessen Grundlage die in den 1940er Jahren in der US-amerikanischen Emigration vorgelegten Theorieentwürfe von Friedrich Pollock und Max Horkheimer bildeten. Anknüpfend an Pollocks – bereits in der damaligen Emigrantengruppe des Instituts für Sozialforschung – umstrittene Diagnose des Faschismus als eines autoritären Staatskapitalismus mit dem Merkmal der Kommando-Wirtschaft, in der sich „die Wirtschaftsmagnaten mit den mächtigsten Militärs sowie den Kadern aus Politik und Bürokratie zu einer Clique verbündet, die den Rest der Gesellschaft in Schach hält“, formulierte Horkheimer seine „Soziologie des Rackets“. Racket, ein Begriff aus der organisierten Kriminalität, verstand Horkheimer, Christoph Türcke und Gerhard Bolte zufolge, als „verschworene Clique, welche alle ausschließt, die sich nicht bedingungslos ihrem Willen unterwerfen“ und „der strengen Hierarchie von Führer und Gefolgschaft“ gehorchen. Rackets werden auch als Machtgruppen und Monopole in einer anarchischen Konkurrenz um die Macht verstanden.
Adorno übernahm davon die These, dass die ökonomischen Bewegungsgesetze der „liberalen Episode“ angehörten und durch die Rackets außer Kraft gesetzt wurden. Schließlich zog er daraus die Schlussfolgerung einer Verselbständigung der Verwaltung – „Primat der Administration“, heißt es in der Ästhetischen Theorie – gegenüber Gesellschaft und Ökonomie. Die Perspektive der „Rettung“ des Subjekts, die von den Kritischen Theoretikern immer schon angepeilt wurde, ist grundsätzlich bei beiden dieselbe, weil es für das Subjekt fast keinen Unterschied macht, unter welcher Herrschaftsform es steht. Dennoch stehen die beiden Theorien im Widerspruch zueinander. Adorno unterscheidet in seinen Soziologischen Schriften die „Geschichte von Bandenkämpfen, Gangs und Rackets“ von der „letzten ökonomischen Phase, die Geschichte von Monopolen“.

## Inhaltliche Momente
Auf dem Resonanzboden von Max Webers Bürokratietheorie, die Adorno gleichsam dialektisch wendet, definiert er verwaltete Welt als Zwangsvergesellschaftung und Anonymisierung von Herrschaft, die auf die Liquidierung des Individuums und die Eliminierung des Nichtidentischen abzielt. Durch die ihr eigene Tendenz, alle Spontaneität abzuwürgen, lässt die verwaltete Welt alle „Schlupfwinkel verschwinden“. Durch einen gigantischen kulturindustriellem Apparat, der das subjektive Klassenbewusstsein der Beherrschten beseitigt, ihre Bedürfnisse und Meinungen standardisiert, werden die gleichgeschalteten Individuen widerstandslos in das System integriert. Damit zwingt im gigantischen Prozess der Unterwerfung der Natur eine privilegierte Klasse den übrigen Teil der Gesellschaft zur Verrichtung der notwendigen und jeder nur möglichen zusätzlichen Arbeit. Bei der zunehmenden Konzentration der Wirtschaft in sich absprechende Oligopole und der Ersetzung des selbststeuernden Marktes durch den bürokratischen Staatskapitalismus und der Bedürfnissteuerung (Werbung, Mode, Erzeugung neuer Bedürfnisse), verschmelzen die Interessen der Großkonzerne mit den staatlichen Planungs- und Steuerungsansprüchen zu einer gesellschaftsumspannenden technischen Rationalität, die alle übrigen sozialen Bereiche (Familie, Wissenschaft, Kunst) durchdringt. Damit wird das Programm der Aufklärung obsolet. Es gibt keine Bezugspunkt mehr Wahrheit und Schein zu unterscheiden, das gesellschaftliche Bewusstsein wird eindimensional, die Gesellschaft verschwindet hinter einem „technologischen Schleier“.